# Механічний ткацький верстат

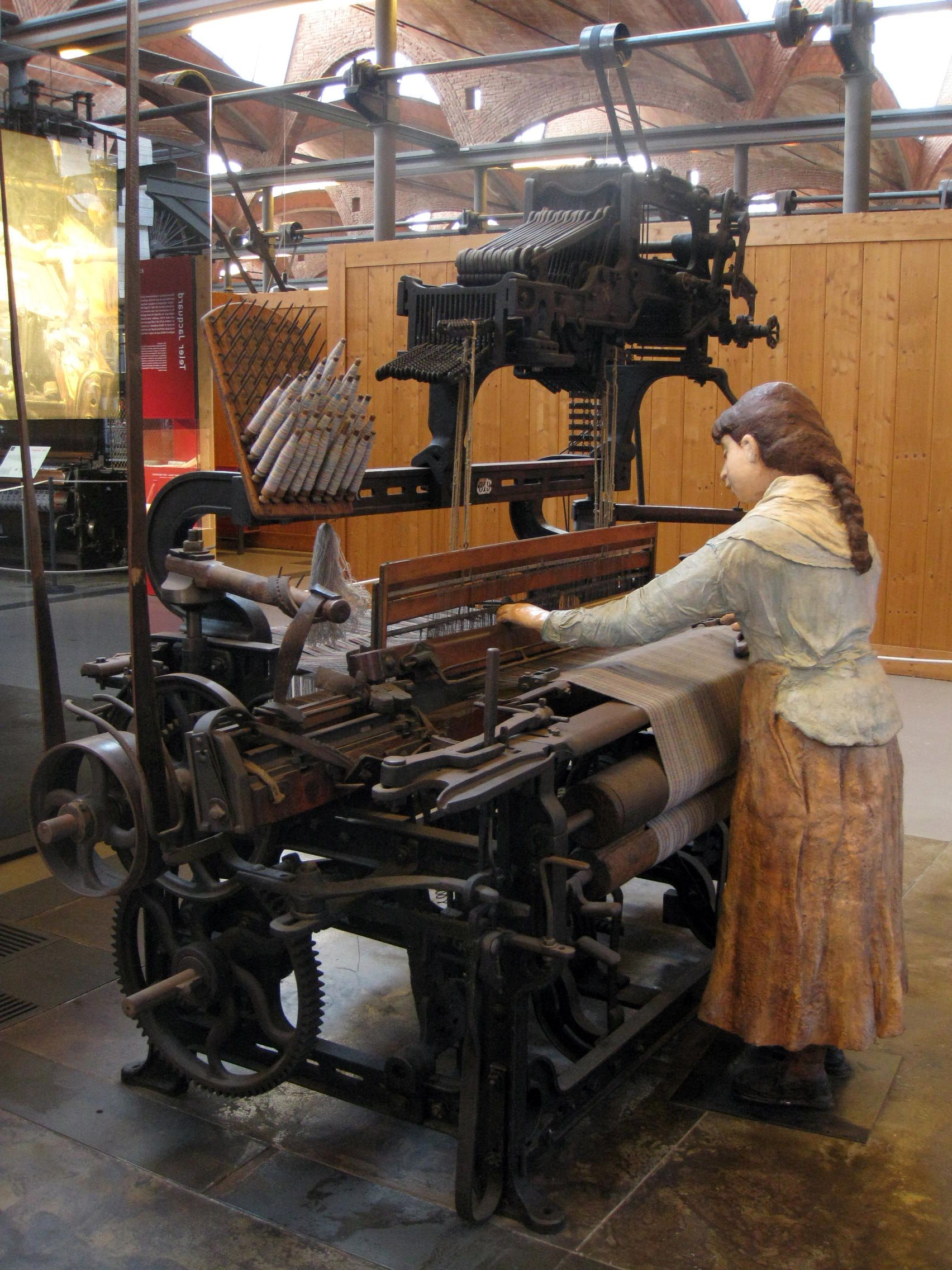
Механічний ткацький верстат. Музей науки і техніки Каталонії, Тарраса.

Механічний ткацький верстат — механізований варіант ручного ткацького верстата. Його винахід був одним з ключових моментів у механізації ткацтва під час ранньої Промислової революції. Перший зразок механічного ткацького верстата розроблений 1784 року Едмундом Картрайтом, і збудований у наступному році. Знадобилося ще 47 років, перш ніж розробка Кенворті і Буллоу зробила ткацтво повністю автоматизованим.

## Історія

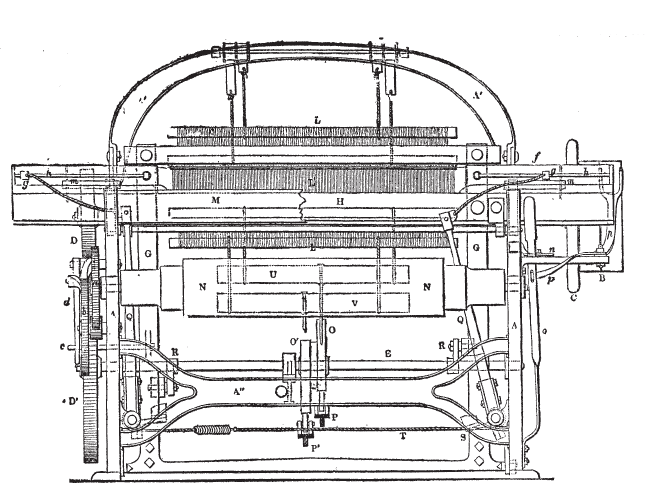
Кресленик верстата Робертса.

Перші проєкти автоматизованих ткацьких верстатів розроблені в 1678 р. Ж.-Б. Деженном і в 1745 р. Ж. Вокансоном, але розвитку вони не отримали й були забуті. У 1733 році англійським винахідником Джоном Кеєм (1704—1779) запатентований летючий човник, який полегшив процес прокладання утокової нитки, зробивши перший крок до автоматизації процесу ткання в цілому. Проте, операції з піднімання й опускання ремізок, прибивання утоку лядою і намотовування готової тканини на передній навій, а також снування залишалися ручними.
У 1785 р. Едмунд Картрайт запатентував верстат з водяним приводом, покликаний пришвидшити процес ткання — попередник сучасного механічного верстата. Перший варіант верстата був з вертикальним розташуванням основи. Недосконалість конструкції завадила практичній реалізації винаходу. Наступного року Картрайт запатентував вдосконалений верстат: з горизонтальним розташуванням основи, подачею її зі шпулярника замість навою та автоматичним шліхтуванням (проклеюванням ниток основи). Штовхачі летючого човника приводилися в рух кулачками на вертикальних валах, з'єднаних з горизонтальним головним валом. Ідеї Картрайта були використані спочатку братами Ґрімшоу з Манчестера, які 1790 р. збудували ткацьку фабрику в Манчестері з використовуванням парової енергії, але вона була знищена пожежею (за деякими даними, влаштованою ткачами-конкурентами). Ще кілька десятиліть забрав ряд послідовних вдосконалень, які врешті-решт привели до появи справжнього автоматичного верстата. Своєрідним підсумком 25-річного періоду нововпроваджень і вдосконалень став верстат Робертса, створений 1822 року і впроваджений у широке використовування в 1830.

### Основні етапи розвитку механічного ткацького верстата

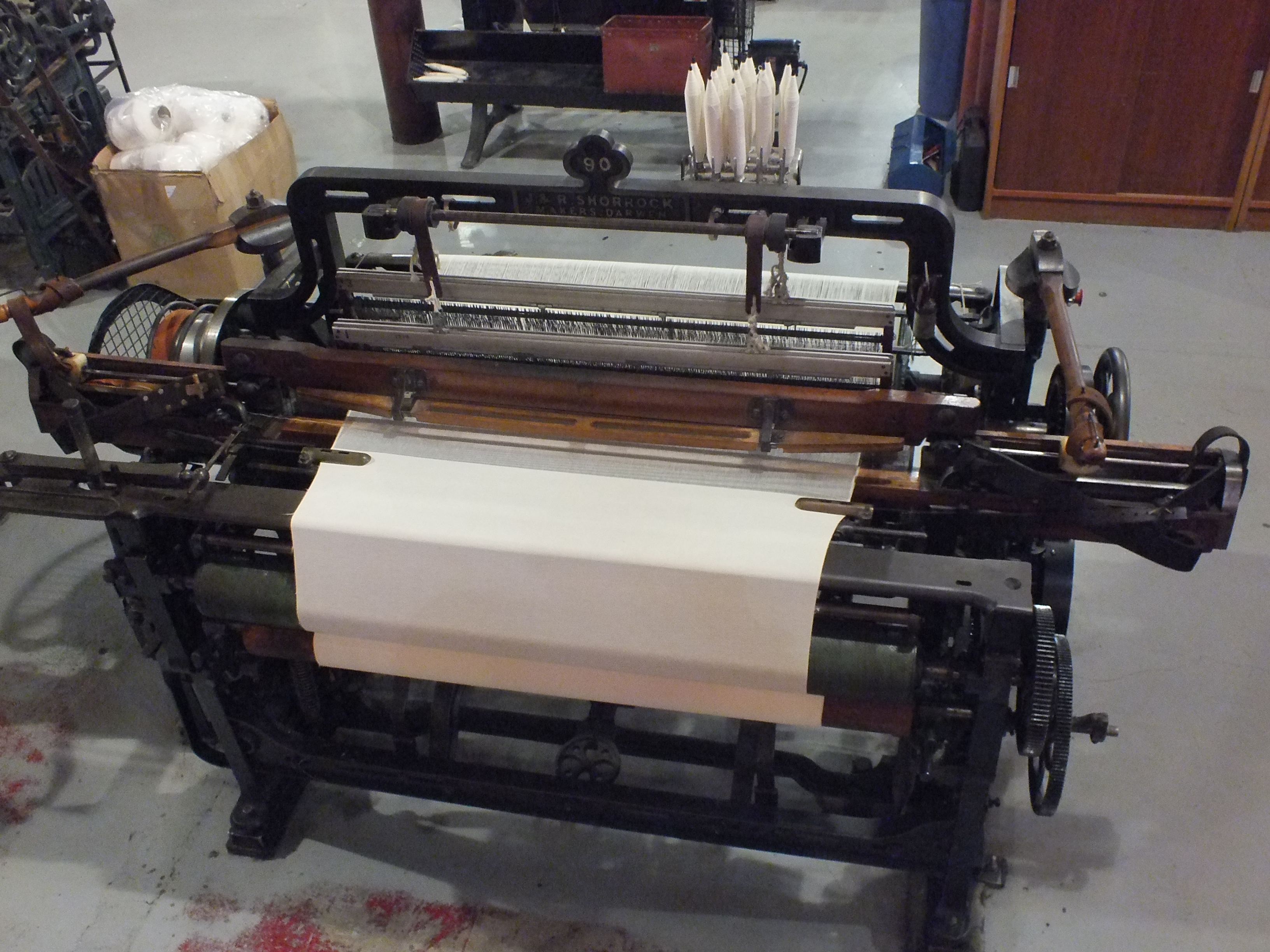
Ланкаширський верстат. Музей науки і промисловості, Манчестер.

- 1790: Ґрімшоу з Манчестера — механізація шліхтування (проклеювання ниток основи).
- 1789, 1790: Остін — механізація шліхтування.
- 1803: Томас Джонсон з Бредбері — шліхтувальна рама.
- 1802: Вільям Редкліфф із Стокпорта — поліпшений механізм намотування основи.
- 1803: Джон Тодд з Бернлі — ремізний валик і новий принцип розсування ниток основи, ничельниці ремізок були прикріплені до педалей, урухомлених кулачками на другому валу.
- 1803: Вільям Горрокс зі Стокпорта — хоча рама верстата залишалася дерев'яною, висяча ляда урухомлювалася кулачками на першому валу, ремізки — кулачками на другому, механізм намотування основи був позичений у Редкліффа.
- 1806: Пітер Марсленд — поліпшення процесу ходу ляди.
- 1810: Вільям Коттон — поліпшення процесу подачі основи.
- 1813: Вільям Горрокс — верстат Горрокса, зміни в ході ляди, вдосконалення верстата Марсленда.
- 1813: Пітер Еварт — застосування пневматики.
- 1815: Джозеф і Пітер Тейлори — подвійна ляда з нижнім кріпленням для важких тканин.
- 1815: Пол Муді — випуск першого механічного верстата в Північній Америці (експорт верстатів з Англії був заборонений).
- 1820: Джон Кепрон із синами — впровадження механічних верстатів для вовняного виробництва у Аксбриджі, Массачусетс.
- 1821: Вільям Горрокс — система зволожування основи й утоку під час роботи, поліпшення ефективності шліхтування.
- 1830: Річард Робертс — верстат Робертса, зубчасте колесо і ексцентрики для урухомлення кількох ремізок[1].
- Стенфорд, Прітчард та Вілкінсон — запатентовано спосіб зупинки в разі обривання ниток утоку чи основи, не був використаний.
- Вільям Дікінсон з Блекберна — блекбернський верстат, сучасний механізм верхнього бою.

### Подальші поліпшення
- 1834: Горнбі, Кенворті та Буллоу з Блекберна — відкидне бердо.
- 1834: Джон Ремсботтом і Річард Голт з Тодмордена — новий пристрій автоматичної зупинки човника.
- 1835: Джеймс Буллоу з Блекберна — вдосконалений пристрій автоматичної зупинки човника та механізми намотування і подачі основи.
- 1836: Ендр'ю Паркінсон — поліпшений розширник (шпарутка)
- 1841: Вільям Кенворті та Джеймс Буллоу — лоткова і валкова шпарутка (стала стандартною), проста система зупинки[2].

На цьому етапі верстат став майже повністю автоматичним, лише заміну шпуль на човниках мусили проводити вручну. На верстаті Картрайта один ткач працював зі швидкістю 120—130 проходів човника за хвилину, у той час як один оператор міг працювати на чотирьох ланкаширських верстатах Кенворті й Буллоу, що робили 220—260 проходів за хвилину, отже продуктивність підвищилася в більш ніж 8 разів.

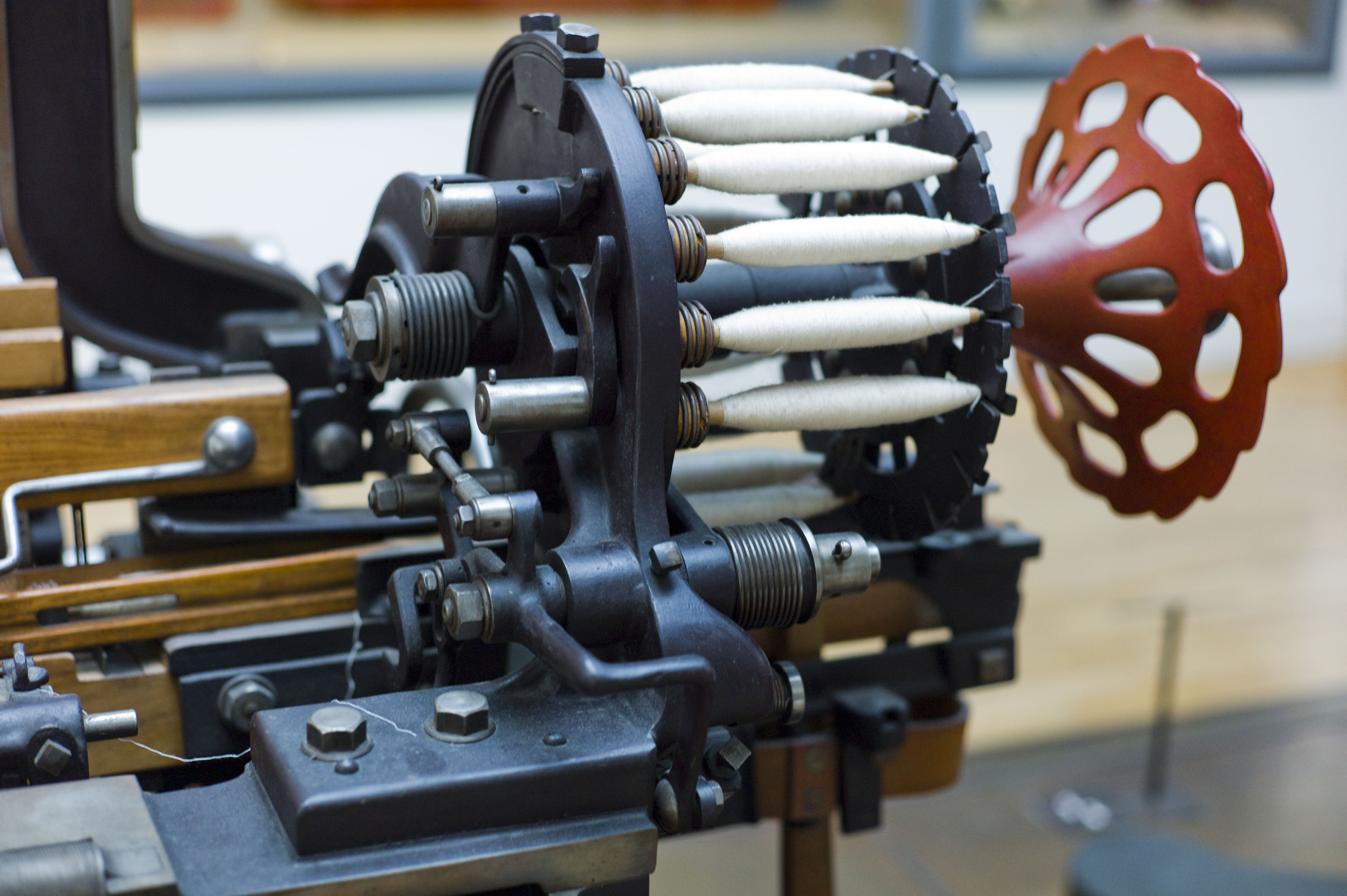
Обойма із запасними цівками («батарея Нортропа»). Музей мистецтв і ремесел, Париж.

Приблизно в 1843 році з'явилися кареткові верстати, призначені для вироблення тканин зі складними переплетеннями.
У 1890-х роках Джеймс Генрі Нортроп винайшов механізм, що автоматично заміняв цівку в човнику. Верстат Нортропа уможливлював проводити ткання без зупинки для заміни цівок: коли в човнику закінчувалася утокова нитка, механізм викидав порожню цівку і надівав нову зі спеціальної обойми («батареї Нортропа»).
Механічні верстати XVIII — початку XX століття використовували човник для прокладання утокової нитки. У 1927 році з'явився швидший і ефективніший безчовниковий верстат. Первісно ексклюзивними правами на нього володіла швейцарська компанія Sulzer. У теперішній час застосовуються рапірні, пневматичні і гідравлічні ткацькі верстати.

## Будова

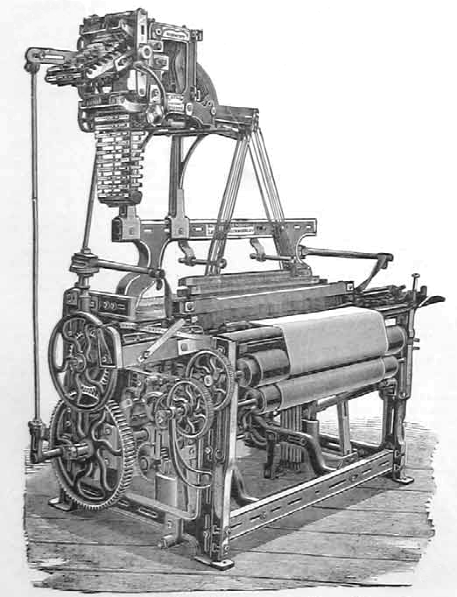
Каретковий верстат 1890-х років.

Механічний верстат включає в себе такі механізми: механізм подачі основи, механізм утворення зіва, механізм прокладання утоку, механізм прибивання утоку й механізм прийому готової тканини. Допоміжні механізми: механізм розширення полотна (шпарутка), механізми автоматичної зупинки (у разі обриву нитки основи або утоку та в деяких інших випадках).

### Механізм подачі основи
Механізм подавання основи може бути навійним і безнавійним. У першому разі нитки основи намотуються на спеціальний вал — навій. Операція з намотування основи на навій (снування) здійснюється снувальними машинами. При безнавійному способі подачі основи нитки подають у верстат зі шпулярника.

### Механізм утворення зіва
Зівоутворювальний механізм призначений для вертикального розсування ниток основи з метою утворення проміжку (зіва), через який має пройти утокова нитка. Складається з ремізок і пристроїв їх підйому та опускання. У верстатах для найпростішого, полотняного переплетення присутні дві ремізки, педалі яких приводяться в дію колінвалом. Для складніших переплетень застосовують кареткові верстати, що містять більше число ремізок, зі складною почерговістю підйому-опускання. Нарешті, для найскладніших переплетень використовують жаккардові верстати з програмованим переміщенням ремізок.

### Механізм прокладання утоку
Механізм прокладання утокової нитки може бути човниковим і безчовниковим. При човниковому способі прокладання утокова нитка намотується на цівку човника, який переміщається в зіві. На безчовникових верстатах нитка просилюється між нитками основи за допомогою струменя повітря (пневматичні верстати), води (гідравлічні верстати), рапірами (рапірні верстати) або мікрочовниками-мікропрокладачами.

### Механізм прибивання утоку

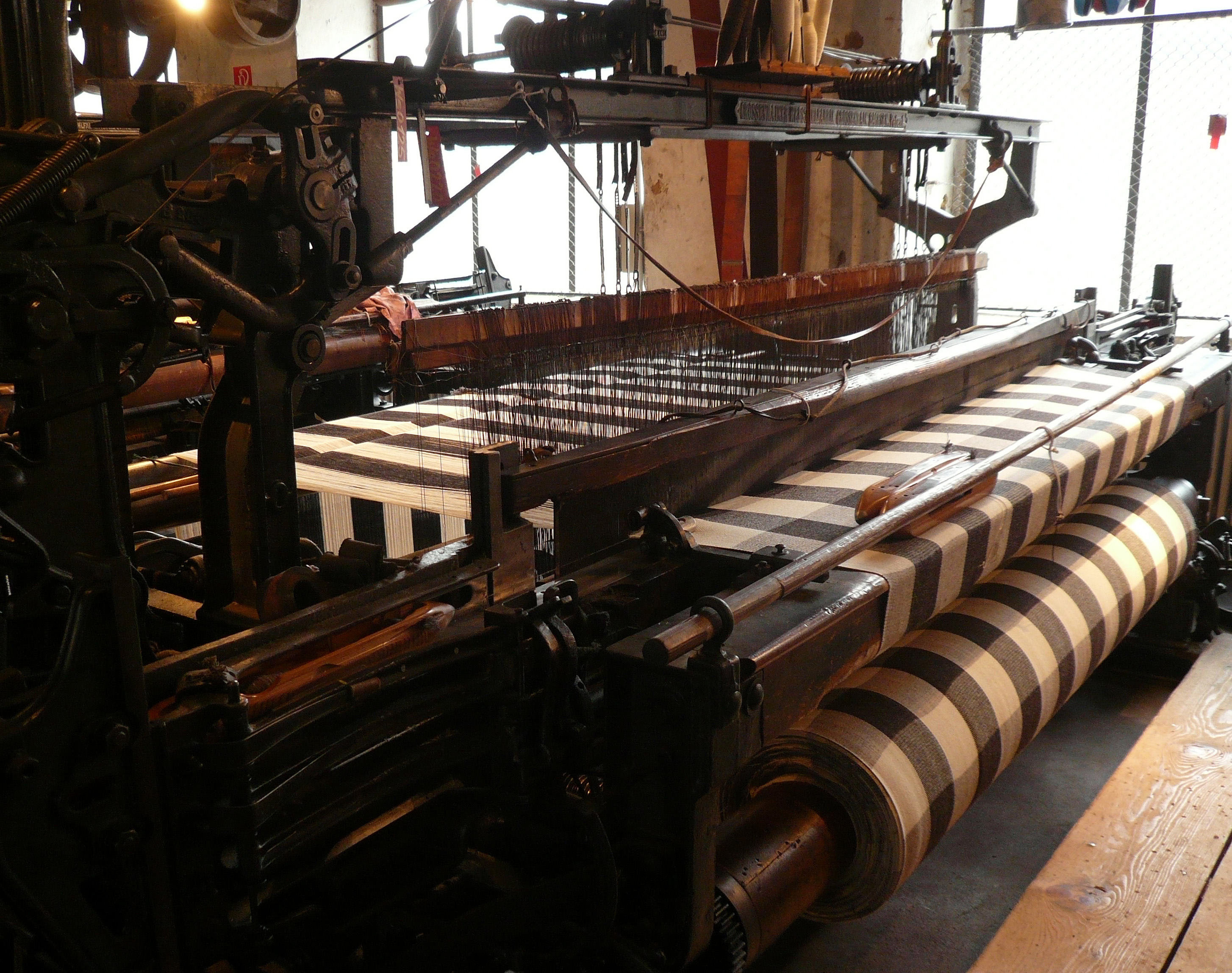
Верстат 1939 року випуску в музею «Ткацька фабрика Мюллера».

Механізм прибивання (ущільнення) утокової нитки містить у собі бердо, яке на багатьох типах верстатів закріплене в рамі-ляді. У ляд сучасних верстатів бердо розміщується, як правило, у верхній частині, а вісь хитання — внизу. Для приведення ляди в поступальний рух використовується два шатуни з приводом від колінчастого вала, приєднані до верхньої частини рами. На верстатах для виготовлення махрових тканин використовують «ламані» (складені з двох рухомо з'єднаних ланок) шатуни, що уможливлює змінювати їхню довжину для утворення петельок на тканині. Періодична зміна довжини («ламання») керується кулачком на осі хитання ляди (інший варіант — застосування ексцентриків на одному з пальців шатуна).
Окрім шатунного механізму, для надання ляді поступального руху використовуються також кулісний, ексцентриковий і кулачковий механізми.
На пневматичних і кругових ткацьких верстатах ляди відсутні: на перших бердо урухомлюється стисненим повітрям, у других — воно є нерухомим елементом.

### Механізм прийому готової тканини
Для змотування тканини служить передній навій (також відомий як товарний валик), вал якого споряджений храповим механізмом і пов'язаний передачею з механізмом утворення зіва й прибивання утоку. Тканина огинає зверху вал-магель, спускається донизу й намотується на навій.

### Допоміжні механізми
Щоб ширина тканини була однаковою по всій її довжині, виткану тканину розтягують спеціальними розширниками — шпарутками. Якщо на ручних верстатах шпарутки мають вигляд розсувної лінійки, то шпарутки механічних складаються з двох валиків на обох краях полотна, споряджених пластинками з шипами, що входять у тканину. Окрім обертального руху, ці пластинки можуть здійснювати і поступальний рух вздовж валика. При русі тканини до товарного навою пластинки обертаються і зміщуючись від центру верстата, розтягують тканину до країв.
Для автоматичної зупинки в разі обриву основної нитки використовується пристрій — основоспостерігач. Ламелярний основоспостерігач складається з поперечних рейок, споряджених ламелями — довгими металевими пластинками з двома отворами. Видовженим отвором ламель надівається на рейку, а через круглий проходить нитка основи між ремізками і заднім навоєм. У кожну рейку вставлена струмопровідна шина, з'єднана з електромагнітним реле і відділена від рейки шаром діелектрика. У випадку обривання нитки ламель падає на рейку, замикає контакти рейки і шини, вмикаючи реле і викликаючи зупинку верстата. Існують безламелярні основоспостерігачі: в одних роль ламелей виконують верхні частини металевих ничельниць ремізок, в інших використовуються фотоелектричні пристрої зі звичайним світловим чи лазерним променем.